# Lecanora bandolensis
Lecanora bandolensis är en lavart som beskrevs av B. de Lesd. Lecanora bandolensis ingår i släktet Lecanora och familjen Lecanoraceae.   Inga underarter finns listade i Catalogue of Life.